# Porto Murtinho
Porto Murtinho é um município brasileiro da região Centro-Oeste, situado no estado de Mato Grosso do Sul. A cidade é considerada a última guardiã do Rio Paraguai, sendo também portal-sul do Pantanal.

## Geografia

### Localização
O município de Porto Murtinho está situado no sul da região Centro-Oeste do Brasil, no Pantanais Sul-Mato-Grossenses (Microrregião do Baixo Pantanal). Localiza-se a uma latitude 21º41'56" Sul e a uma longitude 57º52'57" Oeste. Distâncias:
- 437 km da capital estadual (Campo Grande).
- 1 463 km da capital federal (Brasília).

### Geografia física

#### Solo
Duas classes de solos dominam o município: o planossolo de textura arenosa/média e média e o neossolo de elevada fertilidade natural. E em menores proporções o gleissolos.

#### Relevo e altitude
Com altitude de 90 m, a diversidade topográfica é bastante marcante, principalmente na sua porção leste, onde encontram-se cristas simétricas, bordas de patamar e modelados de dissecação colinosas e aguçadas. Os modelados tabulares estão entremeados a áreas planas, de feições de acumulação bastante diversas, quanto mais se aproxima das margens do rio Paraguai. O município de Porto Murtinho divide-se em três Regiões Geoambientais: 
- Região da Bodoquena e Morrarias do Urucum Amolar com a unidade Serra da Bodoquena;
- Região do Pantanal Matogrossense com as Unidades: Pantanal do Apa-Amonguijá – Aquidabã, Pantanal do Rio Verde, Planície do Paraguai e Planície do Nabileque;
- Região da Depressão do Alto Paraguai, com a unidade Depressão  do Apa e Planícies Coluviais Pré-Pantanal.

Apresenta relevos elaborados pela ação fluvial. Relevo plano, geralmente elaborado por várias fases de retomada erosiva, áreas planas resultante de acumulação fluvial sujeita a inundações periódicas, área plana ou embaciada, zonal, argilosa e/ou arenosa, sujeita a inundações periódicas, ligadas ou não à rede de drenagem atual.

#### Clima, temperatura e pluviosidade
Tropical úmido e subúmido, período de chuvas de setembro a abril, com maior intensidade em dezembro. As temperaturas médias do mês mais frio são menores que 21 °C e maiores que 18 °C. O período seco estende-se de 03 a 04 meses. A precipitação vária entre 1.000 e 1.700mm anuais. A máxima absoluta de 42,7 °C foi registrada dia 16 de outubro de 2014, sendo superada pela temperatura de 42,9 °C que foi registrada no dia 26 de setembro de 2023 e a mínima absoluta de 1,1 °C em 25 de julho de 2013 segundo estação meteorológica automática do Instituto Nacional de Meteorologia (INMET) aberta em 23 de outubro de 2006. Normais climatológicos de Porto Murtinho:

| Dados de Temperatura para Porto Murtinho                                                   | Dados de Temperatura para Porto Murtinho | Dados de Temperatura para Porto Murtinho | Dados de Temperatura para Porto Murtinho | Dados de Temperatura para Porto Murtinho | Dados de Temperatura para Porto Murtinho | Dados de Temperatura para Porto Murtinho | Dados de Temperatura para Porto Murtinho | Dados de Temperatura para Porto Murtinho | Dados de Temperatura para Porto Murtinho | Dados de Temperatura para Porto Murtinho | Dados de Temperatura para Porto Murtinho | Dados de Temperatura para Porto Murtinho | Dados de Temperatura para Porto Murtinho |
| Mês                                                                                        | Jan                                      | Fev                                      | Mar                                      | Abr                                      | Mai                                      | Jun                                      | Jul                                      | Ago                                      | Set                                      | Out                                      | Nov                                      | Dez                                      | Ano                                      |
| ------------------------------------------------------------------------------------------ | ---------------------------------------- | ---------------------------------------- | ---------------------------------------- | ---------------------------------------- | ---------------------------------------- | ---------------------------------------- | ---------------------------------------- | ---------------------------------------- | ---------------------------------------- | ---------------------------------------- | ---------------------------------------- | ---------------------------------------- | ---------------------------------------- |
| Temperatura máxima recorde (°C)                                                            | 41.3                                     | 41.0                                     | 39.0                                     | 38.5                                     | 36.3                                     | 34.0                                     | 35.5                                     | 39.2                                     | 42.9                                     | 42.7                                     | 41.5                                     | 41.4                                     | 42.9                                     |
| Temperatura máxima média (°C)                                                              | 35.0                                     | 34.0                                     | 33.1                                     | 31.9                                     | 27.5                                     | 26.0                                     | 27.2                                     | 30.2                                     | 33.1                                     | 34.0                                     | 33.9                                     | 34.5                                     | 31.7                                     |
| Temperatura média (°C)                                                                     | 28.5                                     | 27.9                                     | 27.0                                     | 25.5                                     | 21.8                                     | 20.1                                     | 20.3                                     | 22.3                                     | 25.2                                     | 27.2                                     | 27.2                                     | 28.3                                     | 25.1                                     |
| Temperatura mínima média (°C)                                                              | 23.7                                     | 23.6                                     | 22.4                                     | 20.6                                     | 17.4                                     | 15.5                                     | 14.4                                     | 16.0                                     | 18.6                                     | 21.6                                     | 21.9                                     | 23.5                                     | 19.9                                     |
| Temperatura mínima recorde (°C)                                                            | 14.4                                     | 17.3                                     | 12.1                                     | 6.9                                      | 6.3                                      | 1.6                                      | 1.1                                      | 1.6                                      | 5.4                                      | 10.8                                     | 10.6                                     | 14.1                                     | 1.1                                      |
| Fonte: Instituto Nacional de Meteorologia (INMET) (semi-normal climatológica de 2006-2019) |                                          |                                          |                                          |                                          |                                          |                                          |                                          |                                          |                                          |                                          |                                          |                                          |                                          |

| Mês                   | Jan   | Fev   | Mar   | Abr     | Mai  | Jun      | Jul  | Ago  | Set  | Out      | Nov   | Dez  | Ano  |
| --------------------- | ----- | ----- | ----- | ------- | ---- | -------- | ---- | ---- | ---- | -------- | ----- | ---- | ---- |
| Temperatura Média °C  | 23.3  | 23.5  | 23.1  | 22.6    | 20.8 | 19.8     | 18.8 | 21   | 23.2 | 23.3     | 23.4  | 23.1 | 22.2 |
| T. Mínima Absoluta °C | 14.8  | 14.3  | 14.1  | 7.7     | 2.4  | -4.5 (1) | -1.6 | 4.3  | 8    | 9.6      | 12.9  | 15   | -4.5 |
| T. Mínima Média °C    | 18.9  | 19.1  | 16.9  | 17.3    | 14.1 | 11.4     | 9.4  | 11.4 | 15.6 | 17.5     | 18.5  | 18.6 | 15.7 |
| T. Máxima Média °C    | 29.5  | 29.6  | 30    | 30.3    | 29.2 | 29.8     | 29.6 | 31.9 | 32.5 | 31.2     | 30.3  | 29.4 | 30.3 |
| T. Máxima Absoluta °C | 35.8  | 35.2  | 36.6  | 33.6    | 33.1 | 33.2     | 34.3 | 37.6 | 38.2 | 38.2 (2) | 36    | 34.8 | 38.2 |
| Prec. Média mm        | 300.2 | 259.5 | 281.4 | 132.9   | 56.7 | 8.5      | 10.9 | 16.8 | 93.9 | 161.3    | 263.9 | 321  | 1910 |
| Prec. Máxima 24h mm   | 67    | 79    | 66    | 112 (3) | 66   | 35.4     | 61   | 66   | 61.6 | 65.2     | 94    | 93.2 | 112  |
| Umidade Rel. do Ar %  | 85    | 85    | 85    | 85      | 90   | 71       | 67   | 61   | 67   | 80       | 85    | 88   | 79   |

1. Junho de 1933;
2. Setembro/Outubro de 1926;
3. Abril de 1935.

#### Hidrografia
Rios do município:
Rio Paraguai

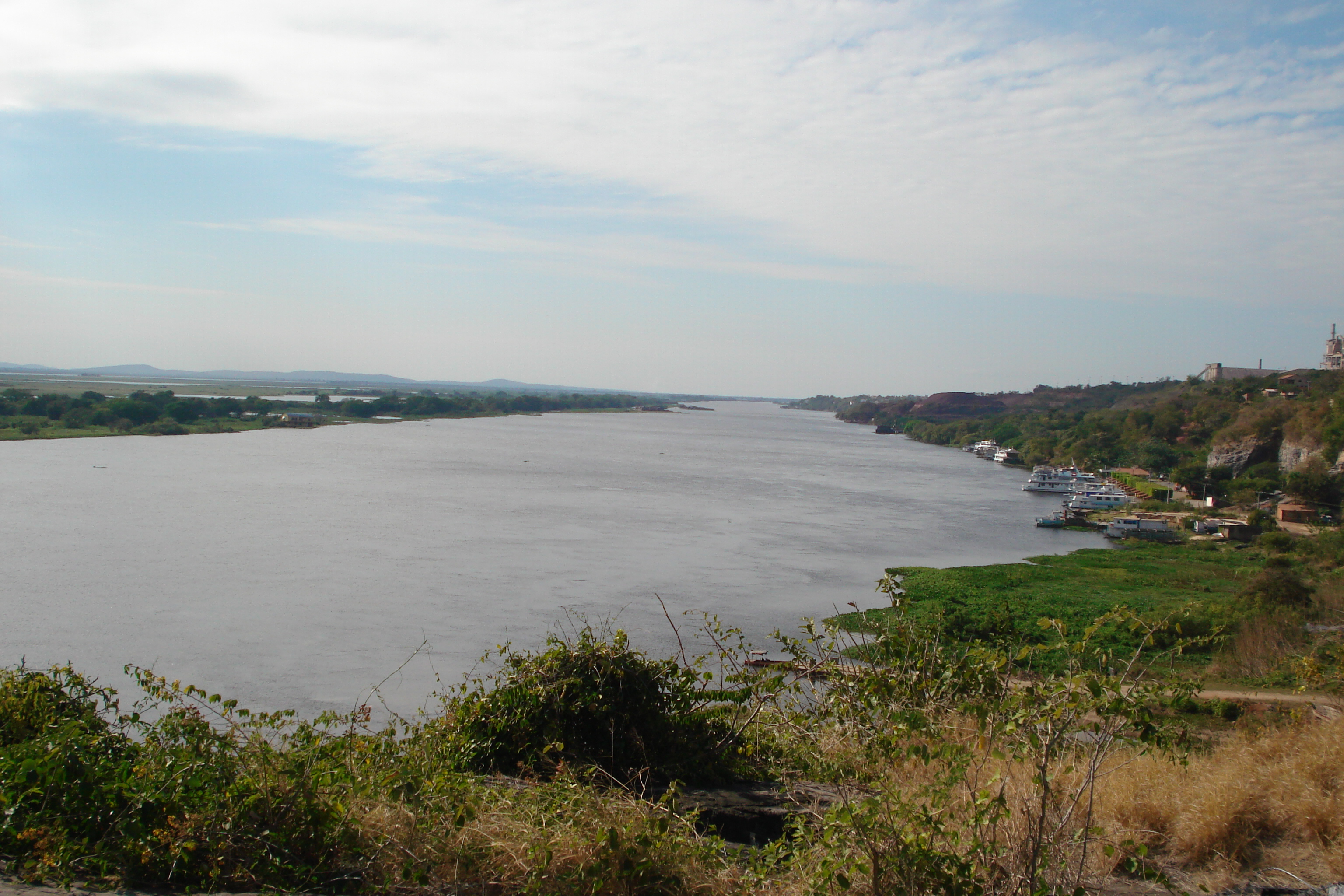
Rio Paraguai, principal rio que banha o município de Porto Murtinho

Afluente pela margem direita do rio Paraná, entrando neste na Argentina, nas proximidades da cidade de Corrientes; nasce no estado de Mato Grosso e corta o Pantanal sulmato-grossense de norte a sul. Divisa do município de Porto Murtinho (Brasil) com a República do 
Paraguai.
Outros rios
- Rio Apa: afluente pela margem esquerda do rio Paraguai, nasce no município de Bela Vista, divisa do Brasil (Porto Murtinho) com a República do Paraguai.
- Rio Amonguijá: afluente pela margem esquerda do rio Paraguai, desaguando nele pouco acima da cidade de Porto Murtinho. Fica nesse município. Nasce na serra da Bodoquena.
- Rio Aquidabã: afluente pela margem esquerda do rio Paraguai, desaguando nele pouco acima da foz do rio Branco. Fica no município de Porto Murtinho. Nasce na serra da Bodoquena.
- Rio Branco: afluente pela margem esquerda do rio Paraguai, no município de Porto Murtinho.
- Rio Nabileque: afluente pela margem esquerda do rio Paraguai. Nasce no Pantanal do Nabileque, ao sul do município de Corumbá, fazendo divisa entre este município e o de Porto Murtinho.
- Rio Naitaca: afluente pela margem esquerda do rio Nabileque, fazendo divisa entre os municípios de Corumbá e Porto Murtinho.
- Rio Perdido: afluente pela margem direita do rio Apa, na fronteira entre Brasil e a República do Paraguai. Nasce na borda oriental da serra da Bodoquena, é limite entre os municípios de Porto Murtinho e Caracol e Porto Murtinho e Jardim.
- Rio Tarumã: afluente, pela margem esquerda do rio Paraguai, desaguando cerca de 20 km acima (a montante) da cidade de Porto Murtinho.
- Rio Tereré: afluente pela margem esquerda do rio Paraguai, no município de Porto Murtinho.

#### Vegetação
Distribuída quase que eqüitativamente a cobertura é típica do Pantanal (Cerrado Estépico), Cerrado e Floresta Estacional Decidual e Semidecidual. Há também pastagem cultivada e alguma lavoura.

### Geografia política

#### Fuso horário
Está a -1 hora com relação a Brasília e -4 com relação ao Meridiano de Greenwich (Tempo Universal Coordenado).

#### Área
Ocupa uma superfície de 17 734,925 km². 
Pantanal
A Unesco reconheceu o Pantanal como uma das mais exuberantes e diversificadas reservas naturais do Planeta integrando-o ao acervo dos patrimônios da humanidade. Localizado no interior da América do Sul, é a maior extensão úmida contínua do planeta, possuindo cerca de 250 mil km². Destaca-se pelas inúmeras espécies de animais e vegetações decorrentes do ambiente contraditório que alterna entre períodos úmidos e de estiagem. O Pantanal entretanto não é um só. Existem dez pantanais na região com características diferentes: Nabileque - 9,4 %; Miranda - 4,6%; Aquidauana - 4,9 %; Abobral - 1,6 %; Nhecolândia - 17,8 %; Paiaguás - 18,3 %; Paraguai - 5,3 %; Barão de Melgaço - 13,3 %; Poconé - 12,9 %; Cáceres - 11,9 %.
A beleza proporcionada pela paisagem pantaneira fascina pessoas de todo o mundo fazendo com que o turismo se desenvolva em vários municípios da região. O desenvolvimento de um pensamento ambientalista e social para o pantanal tem levado vários pesquisadores a discutirem o impacto da ocupação humana neste ecossistema. Dentre os principais problemas ambientais destacamos: a pesca predatória; a caça de jacarés; a poluição dos rios da bacia do Paraguai; os garimpos do Estado de Mato Grosso e a poluição das águas pelo mercúrio; a hidrovia Paraguai-Paraná. Tais questões tem sido alvo de uma extensa discussão e algumas ações ambientais por parte dos órgãos ambientais e da comunidade tem coibido tais agressões.

#### Subdivisões
Porto Murtinho (sede) e Colônia Cachoeira.

#### Arredores
Faz divisa com Corumbá, Miranda, Bonito, Jardim e Caracol.

## História
A fundação de Porto Murtinho está intimamente ligada com a Cia Matte Larangeira, responsável também pela fundação da cidade de Guaíra (Paraná).

### Primórdios
Chegada da Empresa Matte Larangeira
O Decreto Imperial nº 8799, de 9 de dezembro de 1882, autorizava a Larangeira a exploração da erva-mate nativa, por um período inicial de 10 anos, entretanto esse decreto não impede a exploração por parte dos moradores locais. Larangeira funda então a Empresa Matte Larangeira a partir desta concessão imperial. Thomaz Larangeira trouxe do sul do país fazendeiros que conheciam o manejo da erva-mate, também foram utilizadas a mão-de-obra de índios da região e de paraguaios, iniciando o ciclo de produção da erva-mate.
Com a proclamação da república a área de concessão é, sucessivamente, ampliada, sempre com o apoio de políticos influentes, como Joaquim Murtinho, Manuel José Murtinho e General Antônio Maria Coelho. Através do Decreto nº 520, de 23 de junho de 1890, são ampliados os limites de suas posses e consegue o monopólio na exploração da erva-mate em toda a região abrangida pelo arrendamento.
Aumento de produção
No início de 1892 os produtores de erva-mate do sul do Pantanal sentiram necessidade de criar um porto fluvial para centralizar o escoamento da produção. Depois de escolherem o local (a 50 km a montante do rio Apa, no rio Paraguai), a iniciativa do projeto, sob responsabilidade de Antônio Alves Corrêa, passou para a fazenda Três Barras, que teve 3600 hectares expropriados para integrar o povoado. Em julho de 1892 a Companhia Matte Larangeira comprou a Fazenda Três Barras, de propriedade do marechal Boaventura da Mota, à margem esquerda do rio Paraguai, e construiu um porto para exportação de erva-mate cancheada. Esse porto foi nomeado de Porto Fluvial Murtinho pelo Superintendente do Banco Rio e Mato Grosso Antônio Corrêa da Costa, em homenagem a Joaquim Murtinho. No mesmo ano é assinado novo contrato de concessão com o estado, com exclusividade para exploração dos ervais. Após assinado esse contrato, o Banco Rio Branco e Matto Grosso, da Família Murtinho, compra 14.540 ações (100$000 por ação), cabendo a Larangeira 460 ações. A empresa passa a se denominar Companhia Matte Larangeira, sendo obrigada a transferir a sua sede para o território do Mato Grosso.
Em 1895 quando a Cia. Matte Larangeira recebeu 5.000.000 ha em arrendamento de terras devolutas. Essa área compunha o território dos Kaiowás e Guaranis. Companhia utilizou ao longo da sua história mão-de-obra indígena, principalmente das etnias Kaiowá e Guarani. A atividade gerava muito lucro estimulando o aumento da exportação.

### Auge econômico
Venda da Matte Larangeira á Francisco Mendes Gonçalves & Cia
O então Porto Fluvial Murtinho foi elevado a distrito para Resolução 225, de 10 de abril de 1900. A região teve grande desenvolvimento graças à Companhia Mate Larangeira. O transporte do mate — colhido num vasto império extrativo no atual estado de Mato Grosso do Sul — exigia 800 carretas e 20 mil bois. A Companhia encarregava-se da exploração e exportação da erva semi-elaborada (cancheada) para Buenos Aires. A erva-mate atingiu outros grandes centros urbanos como Assunção (Paraguai) e até Inglaterra, França e Itália.
Nesta localidade, outra empresa, a argentina Francisco Mendes Gonçalves & Cia, encarregava-se da industrialização e distribuição do produto no mercado externo. Após denuncias do Superintendente, Dr. Antonio Corrêa da Costa e de prejuízos com o transporte da produção da Matte Larangeira, o Banco Rio Branco decreta falência em 1902 e Thomaz Larangeira adquire seu espólio, já a Cia Matte Larangeira é vendida a companhia Francisco Mendes & Cia, passando a se chamar Larangeira Mendes e Companhia.
Construção da ferrovia e município de Porto Murtinho

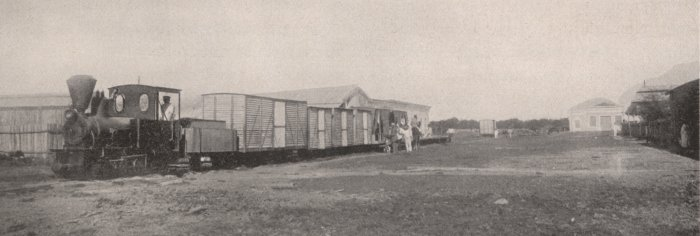
Trem de Porto Murtinho que parte para São Roque em 1913

Ao aproximar-se do rio Paraguai, o terreno torna-se pantanoso, e a Mate Laranjeira viu-se obrigada a construir um "aterro ferroviário". Foi finalizada em 1906, para facilitar o transporte de erva-mate, uma ferrovia (Estrada de Ferro Porto Murtinho a São Roque), ligando o Porto Geral a Fazenda São Roque, com extensão máxima de 22 á 25 km.. O projeto inicial de 1898 do Dr. Antonio Corrêa da Costa previa uma extensão de 42 léguas (231 a 277 km) Já em 1910 ocorre a transferência do foco principal de exploração de erva mate para o Rio Paraná, reduzindo a sua importância estratégica para a empresa.
Porto Fluvial Murtinho é elevada à categoria de vila com a denominação de Porto Murtinho (sem o Fluvial) pela Lei Estadual nº 560, de 20 de junho de 1911, ou Decreto Estadual nº 310, de 2 de abril de 1912, desmembrado do município de Corumbá e sede no atual distrito de Porto Murtinho (ex-povoado), sendo instalado em 13 de junho de 1912.

### Decadência
Início do fim de uma grande companhia
A sede da Companhia Matte Larangeira foi transferida em 1918 de Porto Murtinho para a Fazenda Campanário, próximo ao município de Caarapó. Sendo que a erva passou a ser exportada pelo Rio Paraná, ficando somente a produção dos ranchos próximos exportada por Porto Murtinho. Desde 1902 a Companhia estabelece-se em Guaíra, inicialmente denominada de Porto Monjoli, iniciando a construção de uma ferrovia Estrada de Ferro Guaíra a Porto Mendes em 1911, que transporia as corredeiras da Sete Quedas. Em 1919 Porto Murtinho tornou-se comarca.
Cidade de Porto Murtinho e Território de Ponta Porã
Porto Murtinho foi elevado à condição de cidade com essa denominação pela Lei Estadual nº 962, de 12 de julho de 1926. Em 1943 fez parte do Território Federal de Ponta Porã, extinto em 1946. A empresa Matte Larangeira recebeu um prazo para a liquidação de seus negócios e seus edifícios foram todos leiloados, bem como todas as estalagens, oficinas, rebanhos e tropas. A empresa continuou operando a EF Porto Murtinho, transportando madeira (quebracho) da empresa até a usina da Florestal Brasileira S. A. para extração de tanino, até pelo menos 1958, existindo indicações (vagas) de que, em 1971, os trens ainda estariam em operação.
A primeira grande enchente foi no início do século xx,e depois uma grande enchente em 1979, inundando a cidade até 5 km da rodovia, que se repetiu em 1980,81,82 e 83 criando assim a "cidade de lona" no km 07, que com a ajuda do exército brasileiro socorreu e criou abrigo com lona plástica para a população desprovida de um lar . À cidade foi apresentada maquete do dique que protegeria a cidade, foi iniciada a obra mas não foi concluída e nem chegou a 35% do que seria diante a proposta, por falta de recurso não foi devidamente concluído, passando por manutenções por vários prefeitos e ainda assim não concluído ou com a devida manutenção.
Em 1982 a cidade foi atingida por uma grande enchente, problema este resolvido três anos depois com a construção de um dique de contenção.

### Topônimo
Seu nome é uma homenagem a Joaquim Murtinho, senador mato-grossense e Ministro da Fazenda do Governo Campos Sales.

## Demografia
Sua população em 2011, de acordo com o IBGE, era de 15.530 habitantes.

## Economia
Uma das atividades mais representativas de Porto Murtinho é a agropecuária, além da exploração do quebracho (de onde se extrai o tanino). Porto Murtinho passou por um período de prosperidade na época do ciclo da erva-mate. A cidade também tem sua riqueza mineral lastreada principalmente na cal de pedra.

### Turismo
O turismo de pesca é a sua principal atividade econômica. O trecho do Rio Paraguai em Porto Murtinho é um dos mais piscosos do Brasil, sendo por isso a pesca, além da fauna e flora, o principal atrativo da cidade. Dali partem vários barcos com pescadores e turistas.
- Castelinho (Rua Doutor Correia, 456 - Centro): Esse castelo foi construído por um comerciante da cidade, casado com uma europeia, para convencer sua esposa a permanecer na cidade. Sua mulher queria que o comerciante construísse uma réplica dos castelos europeus para ela não sentir mais saudade da Europa. Possuía energia elétrica própria, água encanada e seus móveis eram importados daquele continente.
- Ilha Margarida:  (Isla Margarita, em espanhol - idioma oficial do Paraguai) zona de livre comércio localizada no lado paraguaio. Para chegar até lá é preciso atravessar o rio, pois não existe ponte que ligue as duas regiões.

## Infraestrutura

### Transporte
- BR-267
- Terminal rodoviário de Porto Murtinho

### Forças armadas
| Organização                | Sigla       |
| -------------------------- | ----------- |
| 2.ª Companhia de Fronteira | 2ª Cia Fron |